# آیلند رکوردز
آیلند رکوردز (به انگلیسی: Island Records) نام یک شرکت نشر آثار موسیقی است.

## واژه‌نامه
1. ↑  Chris Blackwell